# Paunisi

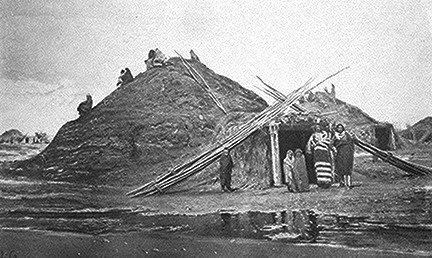
Ziemianki Paunisów, 1873

Paunisi (Paneassa, Pari, Pariki, ang. Pawnee) – plemię Indian Ameryki Północnej, zamieszkujących niegdyś tereny obecnego stanu Nebraska, a współcześnie – Oklahomę i inne stany USA.

## Historia
Byli głównym plemieniem należącym do grupy językowej Kaddo. Stanowili konfederację utworzoną przez cztery plemiona: Chaui (Szopy), Kitkehahki (Czarni ludzie), Pitahuerat (Hałaśliwi) oraz Skidi (Wilki). Te cztery plemiona otrzymały od białych około 1600 roku wspólną nazwę Paunisi, wywodzącą się ze zwyczaju noszenia przez nich loków skalpowych (pariki – róg). Należeli oni do tych Indian prerii, którzy nawet po przyjęciu koni prowadzili nadal półosiadły i dość prosty tryb życia.
Prowadzili częste walki z sąsiednimi plemionami, szczególnie z Dakotami i Szejenami. Czasami napadali też na białych kupców, traperów i karawany osadników, lecz mimo to utrzymywali przyjazne stosunki z rządem federalnym Stanów Zjednoczonych Ameryki i dostarczali wojsku zwiadowców. Pomimo przyjaznych stosunków z białymi, Paunisi nie uniknęli zgubnego wpływu cywilizacji białego człowieka. Ponad połowa Paunisów zmarła na ospę, a ponad 1500 zmarło w wyniku przesiedleń.
Traktatami z 1833, 1848, 1867, 1876 zrzekli się swych ziem w Nebrasce i osiedlili na Terytorium Indiańskim w dzisiejszej Oklahomie.

## Liczebność
W XVIII wieku ich populacja liczyła około 10 000, a w 1940 – zaledwie 700 osób.
Według danych U.S. Census Bureau, podczas spisu powszechnego w 2000 roku 2485 obywateli USA zadeklarowało, że ma pochodzenie wyłącznie Pawnee, zaś 4540 oświadczyło, że ma pochodzenie wyłącznie lub między innymi Pawnee.